# Maulers
Maulers – miejscowość i gmina we Francji, w regionie Hauts-de-France, w departamencie Oise.
Według danych na rok 1990 gminę zamieszkiwało 148 osób, a gęstość zaludnienia wynosiła 19 osób/km² (wśród 2293 gmin Pikardii Maulers plasuje się na 849. miejscu pod względem liczby ludności, natomiast pod względem powierzchni na miejscu 622.).